# Babadag (Tulcea)
Babadag is een stad (oraș) in het Roemeense district Tulcea. De stad telt 10.037 inwoners (2002). Ze ligt op een dertigtal kilometer van de Zwarte Zeekust. Ten noorden van de stad ligt het Babadagmeer (Lacul Babadag) dat onderdeel is van het uitgestrekte complex van meren en lagunes ten zuiden van de Donaudelta.

## Geschiedenis
De stad zou genoemd zijn naar Baba Sari Saltuk, een half-legendarische Turkse derwisj uit de dertiende eeuw. Babadag behoorde tot het Ottomaanse Rijk sedert ze in 1393 werd veroverd door sultan Bayezid I. De stad ontwikkelde zich tot een belangrijk handelscentrum. In 1488 werd er een mausoleum gewijd aan Sari Saltik ingewijd, dat een bedevaartsoord werd. De stad, die zwaar versterkt werd, leed nadien onder de strijd tussen de Turken, Walachijse vorsten en Rusland. Na de Russisch-Ottomaanse oorlog werd de stad in 1878 Roemeens. In de Eerste Wereldoorlog is ze van 1916 tot 1918 bezet door Bulgaarse troepen. 
Het Roemeense leger heeft in Babadag een belangrijke oefenterrein. Sedert 2005 wordt dat ook door het Amerikaanse leger gebruikt, nadat Roemenië toetrad tot de NAVO.